# Skupina 66
Skupina 66 (založena 1966) byla skupina malířů, grafiků a sochařů, kteří se profesionálně zabývali restaurováním. Svou volnou tvorbu představili na třech výstavách koncem 60. let. Výstavy v roce 1967 a 1970 v Bratislavě uvádí pouze slovenské malíře a zcela jistě se jedná o jinou skupinu se shodným názvem.

## Členové
V roce 1968 měla skupina 47 členů, z nichž vystavovali
- Jaroslav Alt (1927–2010), malíř, restaurátor, pedagog
- Petr Bareš (*1937), malíř, restaurátor
- Vlastimil Berger (*1923–2004), malíř, restaurátor
- Bohumil Bukáček (?), malíř, restaurátor
- Karel Čermák (*1921), sochař, restaurátor
- Aleš Grim (1927–1994), sochař, restaurátor
- Ivan Gruber (*1929), malíř, restaurátor
- Stanislav Hanzl (1919–2011), sochař, restaurátor
- Václav Hlavatý (1925–2002), sochař, restaurátor
- Ludvík Kodym (*1922), sochař, restaurátor
- Jan Kolář (1920-1998), sochař, restaurátor
- Miloslav Kolář (*1921), sochař, restaurátor
- Věra Králová (*1935), malířka, restaurátorka
- Vlastimil Lachout (*1935), malíř, restaurátor
- Jan Lhota (*1923), sochař, restaurátor
- František Makeš (*1931), malíř, restaurátor, chemik, spisovatel, pedagog
- Alois Martan (1926–2019), malíř, restaurátor
- Josef Němec (1922–2000), malíř, restaurátor, typograf
- František Pašek (*1924), sochař, restaurátor
- Radko Plachta (*1928), sochař, restaurátor
- Mojmír Preclík (1931–2001), sochař, keramik, restaurátor
- František Sedlák (*1929), malíř, restaurátor
- Miloslav Smrkovský (1926–2009), sochař, řezbář, restaurátor
- Miloslav Starec (*1927), sochař, medailér, restaurátor
- Jiří Stříbrský (?), malíř, restaurátor
- Zdeněk Šejnost (*1921), malíř, sochař, restaurátor
- Miloslav Šonka (1923-2014), sochař, restaurátor
- Jiří Toroň (1924–2005), malíř, ilustrátor, grafik, restaurátor, pedagog AVU
- Vladislav Turský (1920–1984) sochař, medailér, restaurátor
- Miroslav Vajchr (1923–1987), medailér, restaurátor
- Aloisie Viškovská-Altmanová (1928–1999), sochařka, restaurátorka
- Josef Vitvar (1920–1991), sochař, restaurátor
- Olbram Zoubek (1926–2017), sochař, restaurátor

## Výstavy
- 1966 (R 64) Galerie Vincence Kramáře, Praha
- 1967 Galerie Felixe Jeneweina města Kutné Hory
- 1968 Severočeské muzeum Liberec

## Skupina 66 (1967, 1970, Bratislava)
- Eduard Antal
- Elvíra Antalová
- Zuzana Rusková Bellušová (*1932), malířka
- Ján Švec (*1930), malíř
- Marián Velba (*1930), malíř

### Výstavy
- 1967 Výstavná sieň Dostojevského rad, Bratislava
- 1970 Výstavná sieň Dostojevského rad, Bratislava

### Katalog, pozvánka
- Skupina 66, 1967, pozvánka
- Skupina 66, 1970, kat. 2 s., Pallas, Bratislava

### Katalogy
- Skupina 66, Grafika, obrazy, plastiky, 1967, kat. nestr., Oblastní muzeum Kutná Hora
- Skupina 66, 1968, kat.nestr., Severočeské muzeum Liberec